# 자성군
자성군(慈城郡)은 자강도 북쪽에 있는 군이다.

## 지리
중강군 서남쪽에 위치하여 한반도에서 최북단에 속하는 곳에 있다. 남쪽으로 만포시와 장강군, 동쪽에는 화평군과 량강도 김형직군이 있고, 서쪽은 압록강을 사이에 두고 중화인민공화국과 접경을 이룬다. 압록강을 건너면 중국의 둥베이이다.
랑림산맥이 뻗어 있어 험한 산악 지형이다. 내륙 지방에 있는 고원 지대라 대륙성 기후를 보이며, 겨울에는 매우 춥다.

## 역사
- 1417년 : 평안도 여연군 자작리(慈作里)
- 1433년 : 여연군 남부에 자성군(慈城郡) 설치
- 1459년 : 자성군 폐지. 강계부 편입.
- 1794년 : 자성방(慈城坊) 설치
- 1869년 : 평안도 자성군 재설치(옛 여연군, 우예군 지역 포함)
- 1895년 : 강계부 자성군
- 1896년 : 평안북도 자성군
- 1944년 5월 10일 : 삼풍면 운봉동을 강계군 만포읍으로 이관[2]
- 1949년 1월 : 자강도 자성군 (조선민주주의인민공화국이 자강도 신설)
- 1952년 12월 : 자성군에서 중강군과 화평군이 분리·신설

그 후 자성읍을 운봉리로 옮겼다가, 운봉리를 운봉로동자구로 개편하면서 다시 현재의 자성읍으로 되돌렸다.

## 행정 구역
자성군에는 현재 1읍, 1구, 15리가 있다.
- 자성읍 (慈城邑)
- 운봉로동자구 (雲峯勞動者區)
- 호례리 (浩禮里)
- 삼거리 (三巨里)
- 귀인리 (貴仁里)
- 상평리 (常坪里)
- 법동리 (法洞里)
- 연풍리 (延豊里)
- 송암리 (松巖里)
- 량덕리 (兩㯖里)
- 역수리 (逆水里)
- 구중영리 (舊中營里)
- 자작리 (慈柞里)
- 신풍리 (新豊里)
- 류삼리 (流三里)
- 대남리 (大楠里)
- 관평리 (館坪里)

## 이북5도위원회의 자성군
자성군(慈城郡)은 평안북도 북부에 위치한 군으로, 6면 30동으로 구성되어 있다. 면적은 1,806km2이며, 군청소재지는 자성면 읍내동이다.
- 굵은 글씨로 된 동 이름은 면사무소 소재지이다.

| 읍면           | 면적(km2) | 동 숫자 | 동(洞)                                                            |
| -------------- | --------- | ------- | ----------------------------------------------------------------- |
| 자성면(慈城面) |           | 4       | 읍내(邑內) 상평(常坪) 화전(花田) 호례(浩禮)                       |
| 삼풍면(三豊面) |           | 6       | 인풍(仁豊) 영풍(永豊) 신풍(新豊) 신흥(新興) 조아(照牙) 운봉(雲峰) |
| 이평면(梨坪面) |           | 4       | 진송(榛松) 이평(梨坪) 평상(坪上) 회중(檜中)                       |
| 자하면(慈下面) |           | 4       | 법(法) 서해(西海) 송암(松巖) 연풍(延豊)                           |
| 장토면(長土面) |           | 6       | 토성(土城) 호상(湖上) 호하(湖下) 호서(湖西) 장성(長城) 벌(伐)     |
| 중강면(中江面) |           | 6       | 중평(中坪) 상장(上長) 중덕(中德) 중상(中上) 건하(乾下) 만흥(晩興) |